# Stenobracon frontomaculatus
Stenobracon frontomaculatus är en stekelart som beskrevs av Ramakrishna Ayyar 1928. Stenobracon frontomaculatus ingår i släktet Stenobracon och familjen bracksteklar. Inga underarter finns listade i Catalogue of Life.